# Buster
Buster (1998 - 17 de julho de 2015) foi um cão militar britânico, condecorado com a medalha de bravura militar: a Dickin Medal.
Era da raça Springer Spaniel e desde 2002 foi treinado para ser um cão farejador, especializado em explosivos, produtos químicos e na procura de soterrados. Servindo no Exército Britânico, começou a trabalhar no Jubileu de Ouro de Isabel II do Reino Unido e nos Jogos da Commonwealth de 2002.
Após ser transferido para o "Duke of Wellington's Regiment" foi prestar serviços no sul do Iraque, em 2003. Numa de suas operações, encontrou um esconderijo subterrâneo, recobertos por placas de estanho, contendo um arsenal de explosivos e armas. Por sua bem sucedida operação, recebeu em 9 de dezembro de 2003, a Dickin Medal (medalha por serviços de bravura animal, similar a Cruz Vitória), tornando-se até então, o 60° animal a receber a medalha desde a sua criação, em 1943.
Antes da sua aposentadoria, serviu na Força Aérea Real, em operações no Afeganistão e na Bósnia e seus feitos heroicos transformaram-se um livro com o título: "Buster: The Military Dog Who Saved a Thousand Lives".